# ديريك ك. غرانت
ديريك ك. غرانت (بالإنجليزية: Derick K. Grant)‏ هو مصمم رقص أمريكي، ولد في 19 مايو 1973 في بوسطن في الولايات المتحدة.

## وصلات خارجية
- ديريك ك. غرانت على موقع قاعدة بيانات برودواي على الإنترنت (الإنجليزية)